# 니오후루 어이두
어이두(額亦都, ᡝᡳ᠌ᡩᡠ᠋ Eidu, 1562-1621)는 대대로 백두산(만주어 Golmin Šanggiyan alin, 長白山) 영악곡(英鍔峪)에 살았으며, 니오후루씨(鈕祜祿氏)이다. 아버지는 두링가(都陵阿)이며 민주(滿洲) 양황기(鑲黃旗) 소속이다. 후금 개국오대신(後金開國五大臣)의 수장이다. 또한 어이두는 강희제(康熙帝) 대신 어빌룬(遏必隆)의 부친이며, 효소인황후(孝昭仁皇后)의 조부이며, 효화예황후(孝和睿皇后)는 8세손(혹은 6세손)이다. 효목성황후(孝穆成皇后)는 6세손이다. 두가기(杜家驥)에 의하면, 자안태후(慈安太后)도 후손이다. 청태조(淸太祖) 누르하치(Nurhaci, 努爾哈赤)와 어이두는 절친한 벗이다.

## 생애

### 유년 시기
어이두는 어렸을 때에 부모는 원수에게 살해당하였다. 13세에는 직접 원수를 찔렀고, 고모가 기야무후채(嘉木瑚寨) 채장(寨長) 무퉁가(穆通阿)와 결혼하였기에, 어이두는 고모에게 가서 의지하였다. 하루는 누르하치가 기야무후채를 지나다가 무퉁가의 집에 머물렀고, 어이두와 처음 만났는데 마치 오랜 친구와 같았고, 어이두는 누르하치의 부하가 되고자 하였다. 그러나 고모가 막아서자 어이두는 "대장부가 이 세상을 살면서 평범하게 죽을 수 있겠습니까? 이번 생은 가는 대로 갈 것이니 고모님께 걱정 끼치지 않도록 맹세하겠습니다(大丈夫生世間, 能以碌碌終乎? 此行任所之, 誓不貽姑憂)"라고 말하였다. 어이둔는 마침내 누르하치를 따라갔으니 당시 누르하치는 22세, 어이두는 19세였다.

### 군인 생활
어이두는 일생의 전투에서 여러 차례 승리하였고 만주 양황기(鑲黃旗)는 어이두 휘하에서 모두 맹장이었으다. 어이두는 하사품을 받을 때마다 유공 장수에게 나눠줬다. 어이두는 부다리 전투(布達里之役)에서 잇달아 적장 수십 명을 베었으니, 무용과 지휘력을 엿볼 수 있다.

### 노년
어이두는 노년에 심양(瀋陽)에 머물면서 양황기와 정백기(正白旗)를 총괄하였다. 예친왕(睿親王) 도르곤(Dorgon, 多爾袞) 역시 어이두의 부하였다. 천명(天命) 6년(1621) 어이두는 향년 60세로 사망하였다. 홍의(弘毅)라는 시호에 추증되었고, 일등공(一等公)에 추봉(追封)되었다.

## 가족
기록에 의하면, 어이두는 아내 5명이 있었다. 성씨 불명의 아내 1명, 누르하치의 백부 기오로무공군왕(覺羅武功郡王) 리둔 바투루(禮敦巴圖魯)의 딸 군주(郡主) 기오로씨(覺羅氏), 퉁연씨(佟殷氏) 부인 자매, 누르하치 사녀 무쿠시(穆庫什) 화석공주(和碩公主)이다. 또한 17명의 아들과 12명의 딸이 있었다.
- 어이두와 효성헌황후(孝聖憲皇后)의 증조부 어이텅(額亦騰)은 당형제(堂兄弟) 사이
- 아들
  - 장남 반시(班席) : 성씨불명 부인 소생
  - 차남 다치(達啓) : 기오로씨 소생
  - 삼남 처르거(車爾格) : 기오로씨 소생(효정현황후(顯貞顯皇后) 조상)
  - 사남 한다이(涵岱) : 동생 퉁연씨 소생
  - 오남 아다하이(阿達海) : 언니 퉁연씨 소생
  - 육남 다룽아(達隆藹) : 기오로씨 소생(효화예황후(孝和睿皇后) 조상)
  - 칠남 모오하이(冒海) : 기오로씨 소생
  - 팔남 투르거(圖爾格) : 기오로씨 소생, 부친 사망 후 수계혼(收繼婚) 풍속에 따라 계모 무쿠시와 결혼 (가경제(嘉慶帝) 공순황귀비(恭順皇貴妃)의 조상)
  - 구남 투르시(圖爾席) : 성씨불명 부인 소생
  - 십남 일덩(益而登) : 기오로씨 소생
  - 십일남 오오더(熬德) : 첩실 소생
  - 십이남 어선(額森) : 기오로씨 소생
  - 십삼남 초오하르(超哈而) : 기오로씨 소생
  - 십사남 거르터(格而特) : 기오로씨 소생
  - 십오남 소환(索歡) : 기오로씨 소생
  - 십육남 어빌룬(遏必隆) : 화석공주 무쿠시 소생(효소인황후(孝昭仁皇后), 효목성황후(孝穆成皇后), 건륭제(乾隆帝) 성빈(誠嬪) 및 순귀인(順貴人) 조상)
  - 십칠남 소소훈피양구(索索琿費揚古) : 화석공주 무쿠시 소생, 요절

- 딸 : 네 딸 외에 나머지 여덟 명은 결혼한 남편 성씨는 미상
  - 딸 : 청태종원비(淸太宗元妃)(홍타이지의 적복진嫡福晉)
  - 딸 : 버이서(貝子) 니칸(尼堪)의 부인
  - 딸 : 정백기(正白旗) 일등자도통(一等子都統) 우바이(吳拜)의 부인
  - 딸 : 지르갈랑(濟爾哈朗)의 적복진(嫡福晉)